# زنان کوچک (فیلم ۱۹۱۷)
زنان کوچک (انگلیسی: Little Women) یک فیلم به کارگردانی الکساندر باتلر است که در سال ۱۹۱۷ منتشر شد. از بازیگران آن می‌توان به دیزی بورل و مینا گری اشاره کرد.